# V761 Centauri

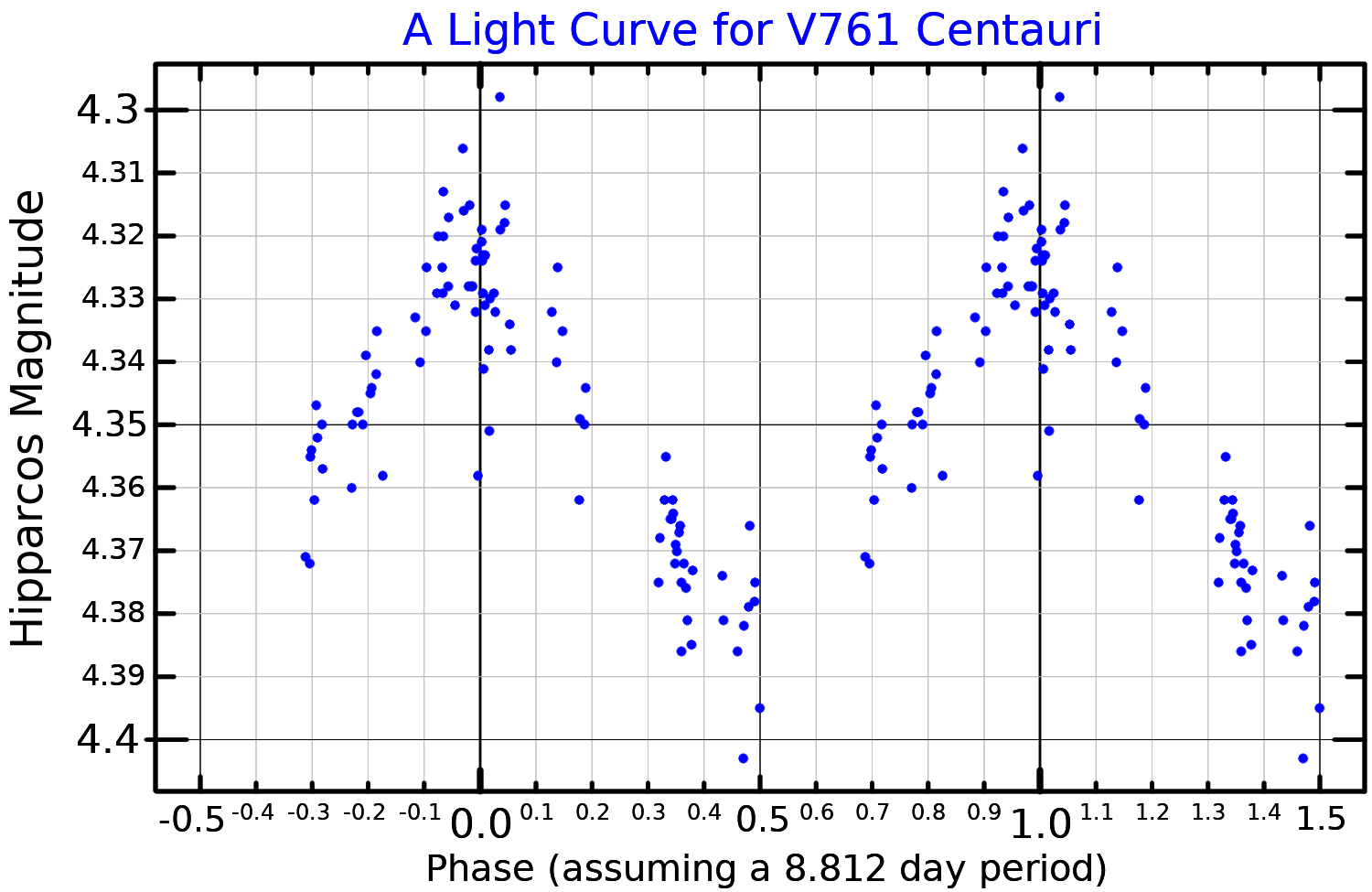
Curva de luz (magnitude Hipparcos) de V761 Centauri

V761 Centauri (a Centauri) é uma estrela na constelação de Centaurus. Tem uma magnitude aparente visual de 4,42, sendo visível a olho nu em locais sem poluição luminosa excessiva. Com base em medições de paralaxe pelo satélite Hipparcos, está localizada a aproximadamente 460 anos-luz (140 parsecs) da Terra. Pertence ao subgrupo Centaurus Superior-Lupus da associação Scorpius–Centaurus, a associação OB mais próxima do Sol. Não possui estrelas companheiras conhecidas.
a Centauri é uma estrela peculiar do tipo Bp que apresenta variação extrema na concentração de hélio, podendo ser diferenciada em dois hemisférios distintos, um rico e outro pobre em hélio, cujas abundâncias desse elemento variam por um fator de 125. Além disso, o hemisfério pobre em hélio tem uma abundância anormalmente alta do isótopo He-3, sendo aproximadamente igual à abundância de He-4. A estrela apresenta um campo magnético variável entre -430 e +470 G que está associado às suas peculiaridades químicas, já que os polos negativo e positivo desse campo parecem coincidir aproximadamente com as regiões de maior e menor abundância de hélio. Como é esperado para estrelas B magnéticas, a Centauri é uma fonte de raios X, apresentando uma luminosidade nessa faixa de 5×1028 erg/s.
a Centauri é normalmente classificada como uma estrela gigante de classe B com um tipo espectral de B7IIIp. Tem uma massa de 4,7 vezes a massa solar e um raio de 3,6 vezes o raio solar. Está irradiando 1 600 vezes a luminosidade solar de sua fotosfera a uma temperatura efetiva de 19 000 K. Seu tipo espectral baseado nas linhas de hélio é variável entre B2V e B8IV, o que é reflexo da concentração variável desse elemento na estrela. O período dessa variação é de 8,82 dias, que corresponde ao período de rotação da estrela. Essa diferença entre os hemisférios faz a magnitude aparente de a Centauri variar entre 4,38 e 4,43 ao longo de uma rotação, sendo classificada como uma variável SX Arietis.